# Vandpolo under sommer-OL 2016
Vandpolo under sommer-OL 2016 i Rio de Janeiro fandt sted i perioden 6. august til 20. august 2016 på Maria Lenk Aquatic Center i Barra da Tijuca. Tyve hold (tolv for mænd og otte for kvinder) konkurrerede i turneringerne.

## Kampplan
| G | Gruppespil | ¼ | Kvartfinaler | ½ | Semifinaler | B | Bronzemedaljekamp | F | Finale |

| Dato→ Event↓ | Lør 6 | Søn 7 | Man 8 | Tirs 9 | Ons 10 | Tors 11 | Fre 12 | Lør 13 | Søn 14 | Man 15 | Tirs 16 | Ons 17 | Tors 18 | Fre 19 | Fre 19 | Lør 20 | Lør 20 |
| ------------ | ----- | ----- | ----- | ------ | ------ | ------- | ------ | ------ | ------ | ------ | ------- | ------ | ------- | ------ | ------ | ------ | ------ |
| Mænd         | G     |       | G     |        | G      |         | G      |        | G      |        | ¼       |        | ½       |        |        | B      | F      |
| Kvinder      |       |       |       | G      |        | G       |        | G      |        | ¼      |         | ½      |         | B      | F      |        |        |

## Medaljer

### Medaljeoversigt
| Placering    | Land         | Guld | Sølv | Bronze | Total |
| ------------ | ------------ | ---- | ---- | ------ | ----- |
| 1            | Serbien      | 1    | 0    | 0      | 1     |
| 1            | USA          | 1    | 0    | 0      | 1     |
| 3            | Italien      | 0    | 1    | 1      | 2     |
| 4            | Kroatien     | 0    | 1    | 0      | 1     |
| 5            | Rusland      | 0    | 0    | 1      | 1     |
| Total 5 NOCs | Total 5 NOCs | 2    | 2    | 2      | 6     |

### Medaljevindere
| Event   | Guld | Sølv | Bronze |
| ------- | --- | --- | --- |
| Mænd    | Serbien (SRB) · Gojko Pijetlović · Dušan Mandić · Živko Gocić · Sava Ranđelović · Miloš Ćuk · Duško Pijetlović · Slobodan Nikić · Milan Aleksić · Nikola Jakšić · Filip Filipović · Andrija Prlainović · Stefan Mitrović · Branislav Mitrović     | Kroatien (CRO) · Josip Pavić · Damir Burić · Antonio Petković · Luka Lončar · Maro Joković · Luka Bukić · Xavier García · Andro Bušlje · Sandro Sukno · Ivan Krapić · Anđelo Šetka · Marko Macan · Marko Bijač                                               | Italien (ITA) · Stefano Tempesti · Francesco Di Fulvio · Niccolò Gitto · Pietro Figlioli · Alessandro Velotto · Michael Bodegas · Andrea Fondelli · Valentino Gallo · Christian Presciutti · Nicholas Presciutti · Matteo Aicardi · Alessandro Nora · Marco Del Lungo |
| Kvinder | USA (USA) · Samantha Hill · Madeline Musselmann · Melissa Seidemann · Rachel Fattal · Aria Fischer · Maggie Steffens · Courtney Mathewson · Kiley Neushul · Caroline Clark · Kaleigh Gilchrist · Makenzie Fischer · Kami Craig · Ashleigh Johnson | Italien (ITA) · Giulia Gorlero · Chiara Tabani · Arianna Garibotti · Elisa Queirolo · Federica Radicchi · Rosaria Aiello · Tania Di Mario · Roberta Bianconi · Giulia Enrica Emmolo · Francesca Pomeri · Aleksandra Cotti · Teresa Frassinetti · Laura Teani | Rusland (RUS) · Anna Ustyukhina · Maria Borisova · Ekaterina Prokofyeva · Elvina Karimova · Nadezhda Fedotova · Olga Belova · Ekaterina Lisunova · Anastasia Simanovich · Anna Timofeeva · Evgenia Soboleva · Evgeniya Ivanova · Anna Grineva · Anna Karnaukh         |